# Tevita Mailau
Tevita Mailau (Sydney, Austràlia, 25 d'abril de 1985) és un jugador de rugbi de l'USAP i de la selecció de Tonga. Anteriorment havia jugat pels Auckland Blues al Super Rugby,i per Auckland a la Copa d'ITM, així com per Stade Montois al Top14.
Mailau Va fer el seu debut per Auckland l'any 2006 en un partit contra els Fiji Warriors a Lautoka. La temporada següent fou cedit a Northland Taniwha jugant onze partits, mentre que la temporada de 2008 alternaria ambdós equips.
L'any 2009 Mailau va fer el seu Super Rugby amb els Blues en un partits contra els Bulls a Pretòria. L'any2012, després de fer 38 aparicions amb la samarreta dels Blues, va signar amb Stade Montois del Top14, equips amb el qual restaria fins al 2015 que fitxaria per l'USAP de la ProD2. L'any 2015, fou un dels jugadors convocats per la selecció de Tonga per jugar la Copa del Món de Rugbi de 2015.